# ダットサン・160Z
ダットサン・160Z（Datsun 160Z）は、かつて日産自動車が販売していた、サニーエクセレントをベースとしたスポーツカーである。南アフリカ共和国限定で販売された。

## 概要
サニーは海外市場では「Yシリーズ」として販売されており、1200cc車は「120Y」、1400cc車（日本市場における、サニーエクセレント）は「140Y」として名乗っていた。このうち、L14型エンジンを搭載した140Yをよりスポーティに仕上げたのが、140Zである。140Zは当時南アフリカで公式に販売されていなかったフェアレディZを意識したモデルであり、高性能カムシャフト、フリーフローエキゾースト、40mmデロルトツインキャブレターを装備していた。
1978年7月、Yシリーズは一部改良を含むフェイスリフトを行ったとともに、南アフリカでより排気量の大きいL16型エンジンを搭載したスポーツモデルの販売を決定した。エンジンには日立製SU型ツインキャブレターが装備された。140Zと比較すると最高出力が14kW小さくなったが、トルクが10Nm向上した。ブレーキは前輪側にディスクブレーキ、後輪側にドラムブレーキとし、キャリパーとディスクのサイズを大きくした280Lシリーズ（C230型ローレル）の原型に合わせて開発され、リアスプリングとショックアブソーバーもアクスルトランプ（サスペンションに急激なトルク負荷がかかり、駆動輪が激しく揺れる現象）をなくすために強化された。
ボディカラーはカナリアイエロー。そこにブラックを下地としレッド、オレンジ、イエローのアクセントがついたデカールがプリントされる。これは280Z ZZZAP「スペシャルデコレーションパッケージ」と同じパターンである。インテリアにはエクステリアに合わせた配色のメキシカンストライプの布をあしらったハイバックシートが装備された。160Zにはフロントとリアのスポイラー装着されたが、フロントスポイラーは140Zと異なっていた。初期のモデルには黒のラバー製リアスポイラーが装備されたが、途中から同色の黄色のグラスファイバー製リアスポイラーが装備された。ダットサン・日産南アフリカがラバースポイラーを調達できなくなったのか、それともグラスファイバー製スポイラーがラバー製よりも軽くて耐久性があると感じたのかについては、今のところ憶測の域を出ない。
160Zは、140Zと同様に、「フェアレディZ」のバッジが付いたDX/GLと共通のフロントグリル（ドライビングライト内蔵なし）を備えていた。160Zと140Zは、南アフリカのペラナ・ルーヴル社製のリアウィンドウルーバーを備えていた。また、160Zにはタイガーホイールズのエディ・ケイザンがデザインしたアルミ合金ホイールが採用され、後に同じくYシリーズの140Yと160Y GXに装着された。
ダットサン・日産南アフリカは、1977年に120台の160Zを生産し5,595ランドで販売された。1979年には121台を生産し、6,395ランドで販売を終了した。1980年までに、最終的な在庫は6,530ランドで販売された。

## ギャラリー
画像提供：www.160z.co.zaのエミール・ガーバー

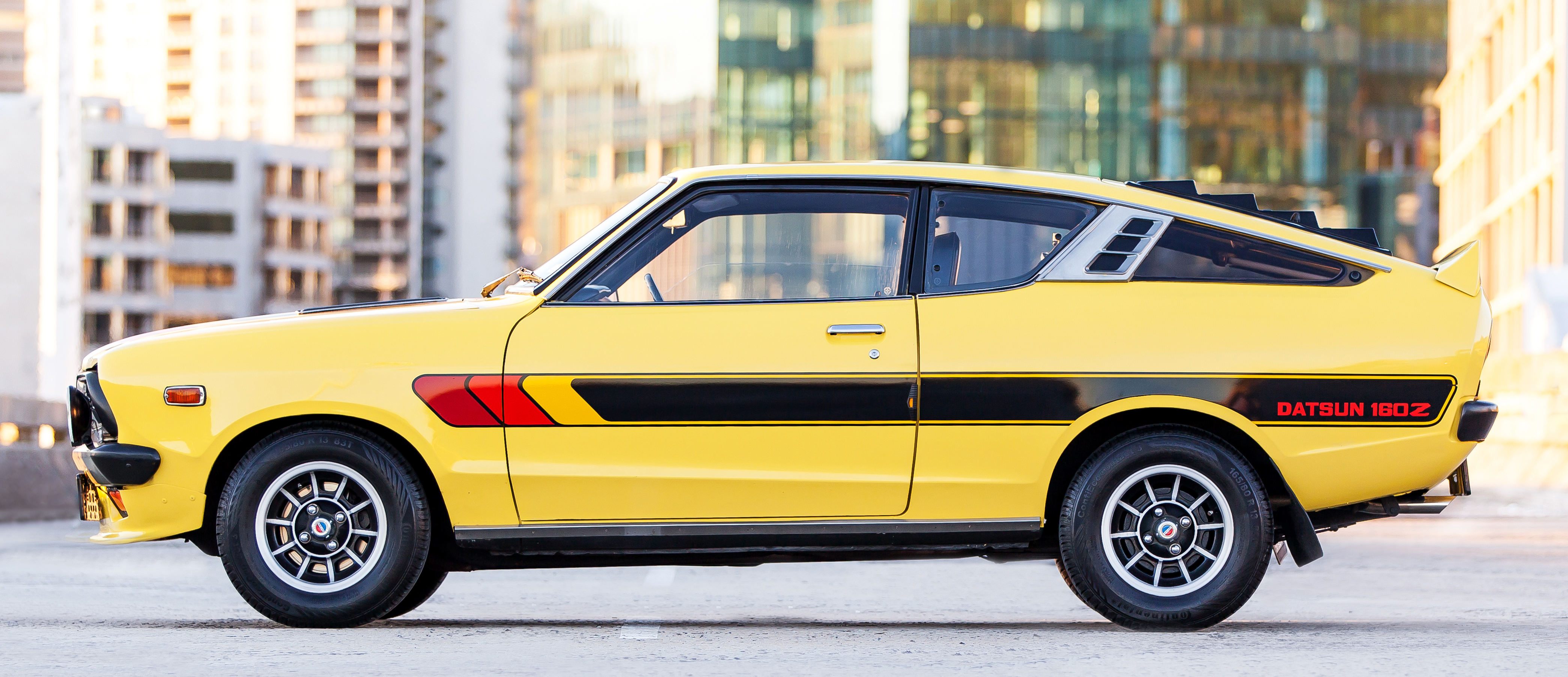
ボディ側面のデカール
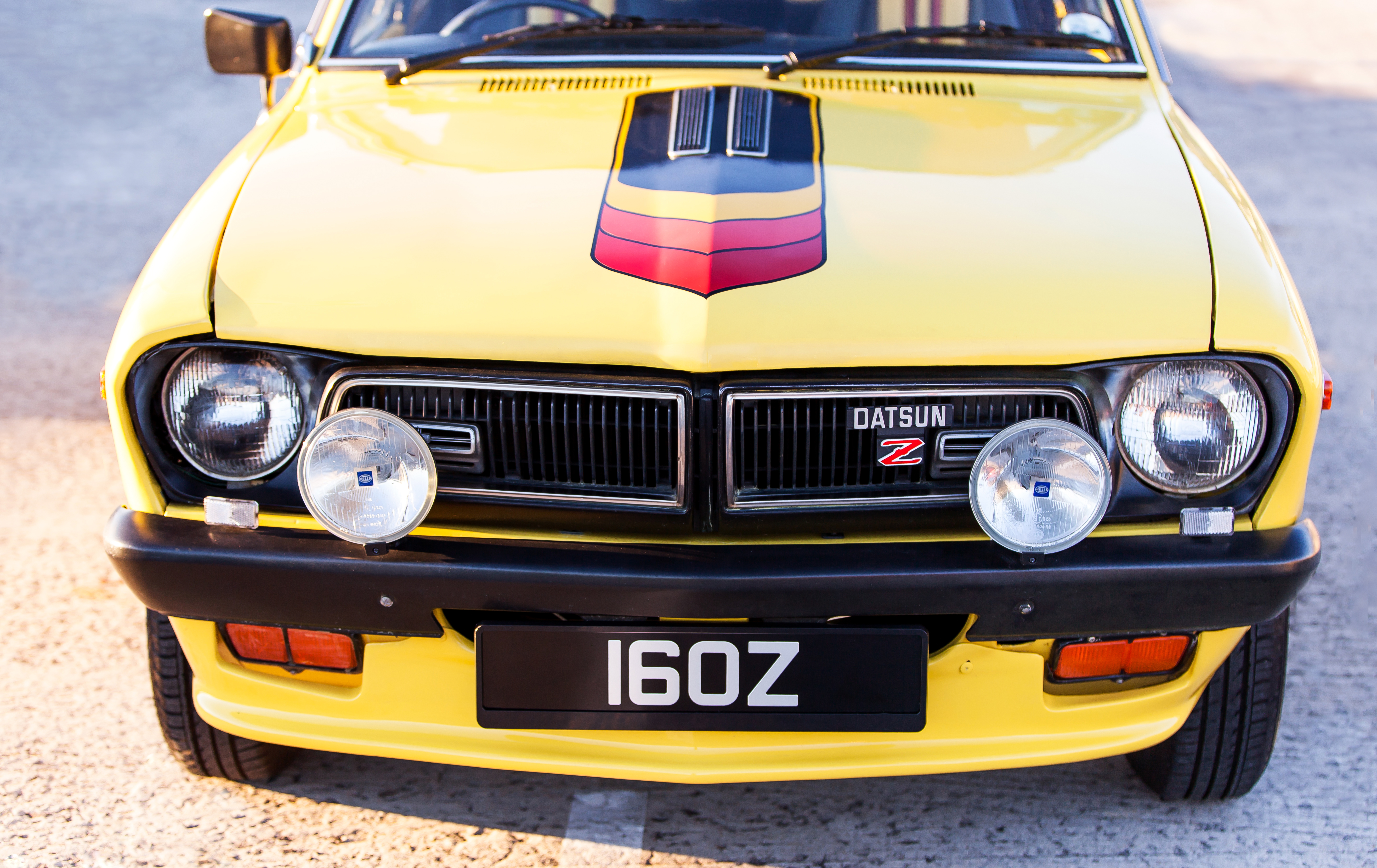
Zバッジ付きDX/GLグリル
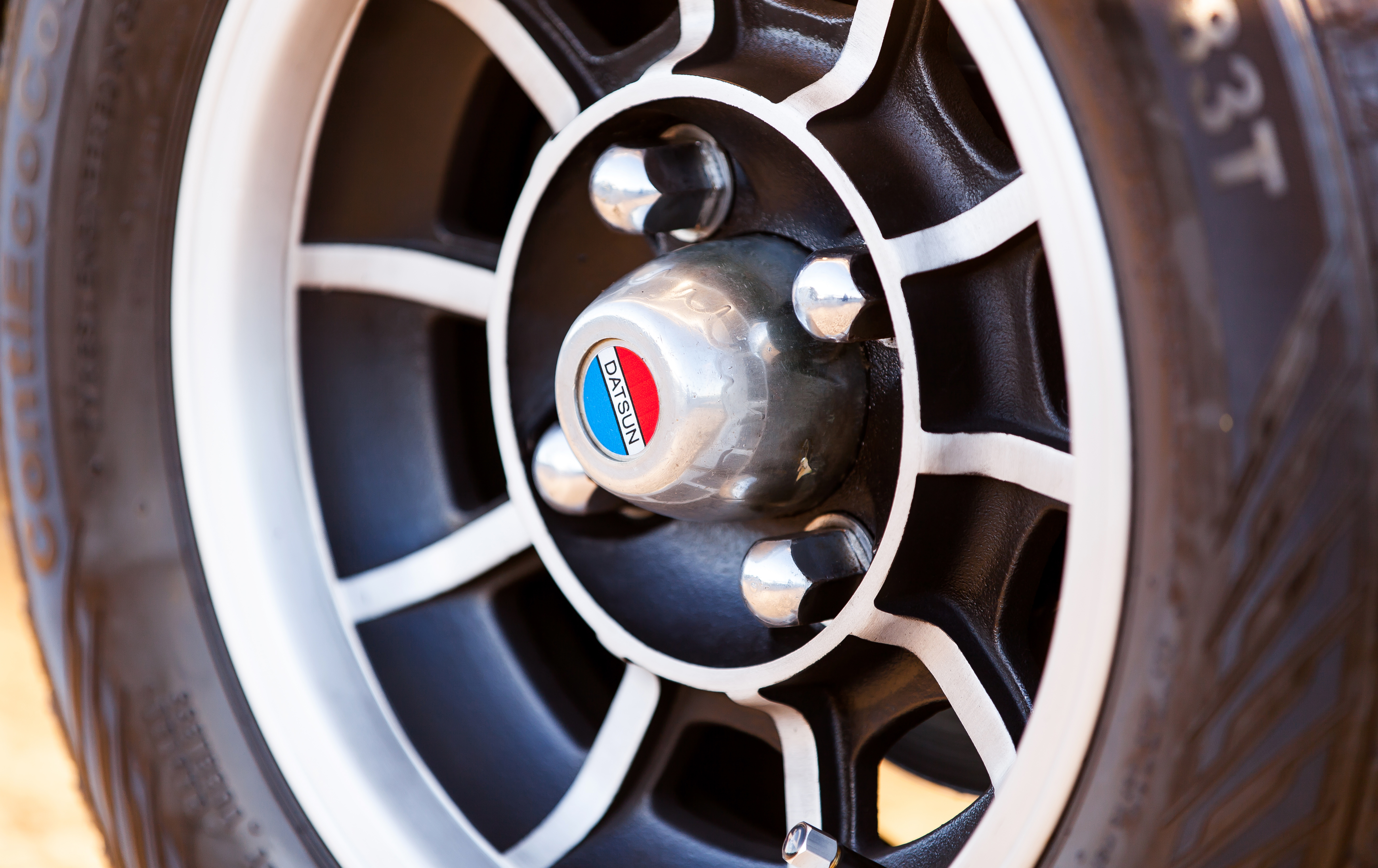
専用の13インチホイール
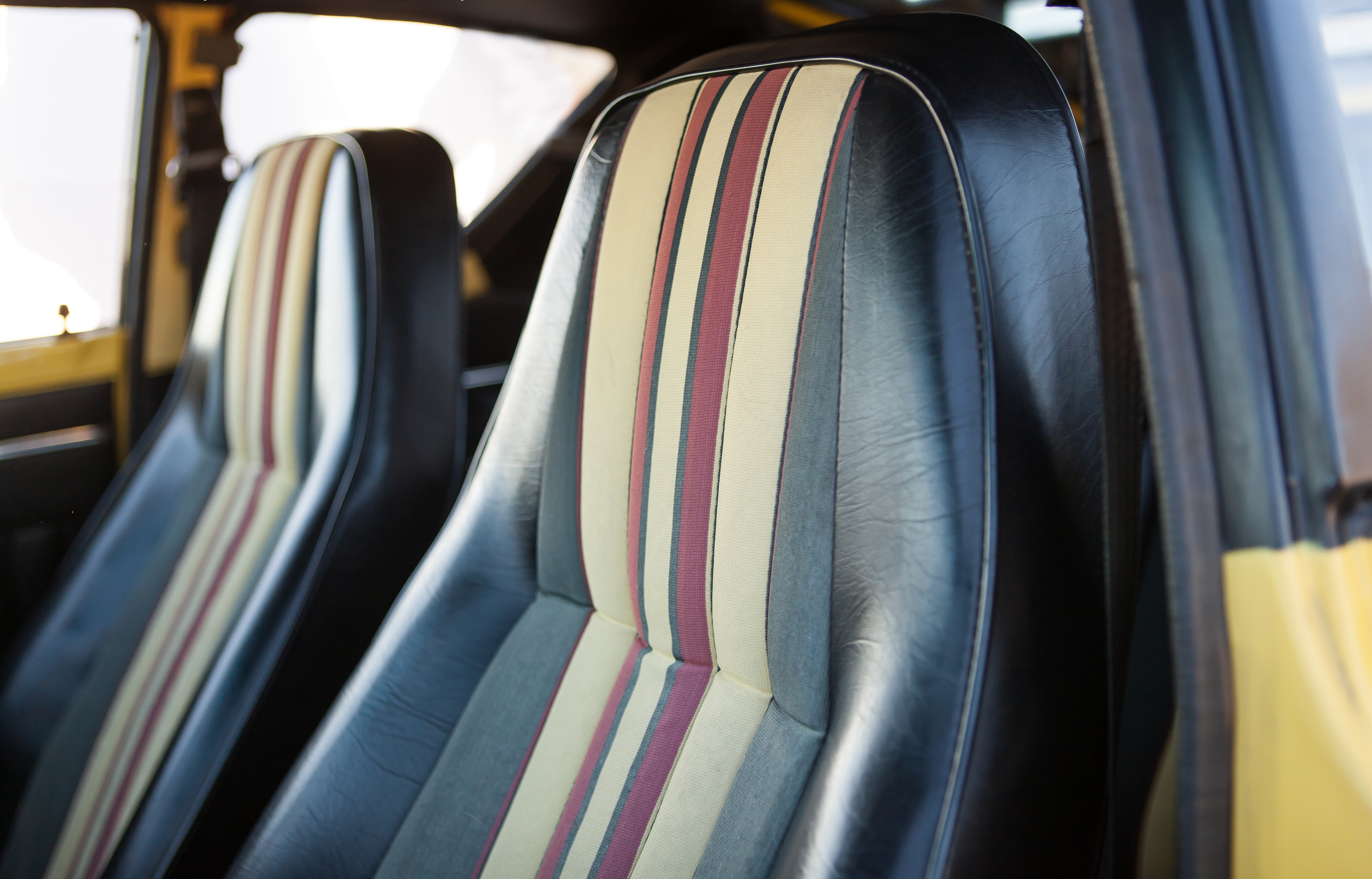
メキシカンストライプの布をあしらったハイバックシート
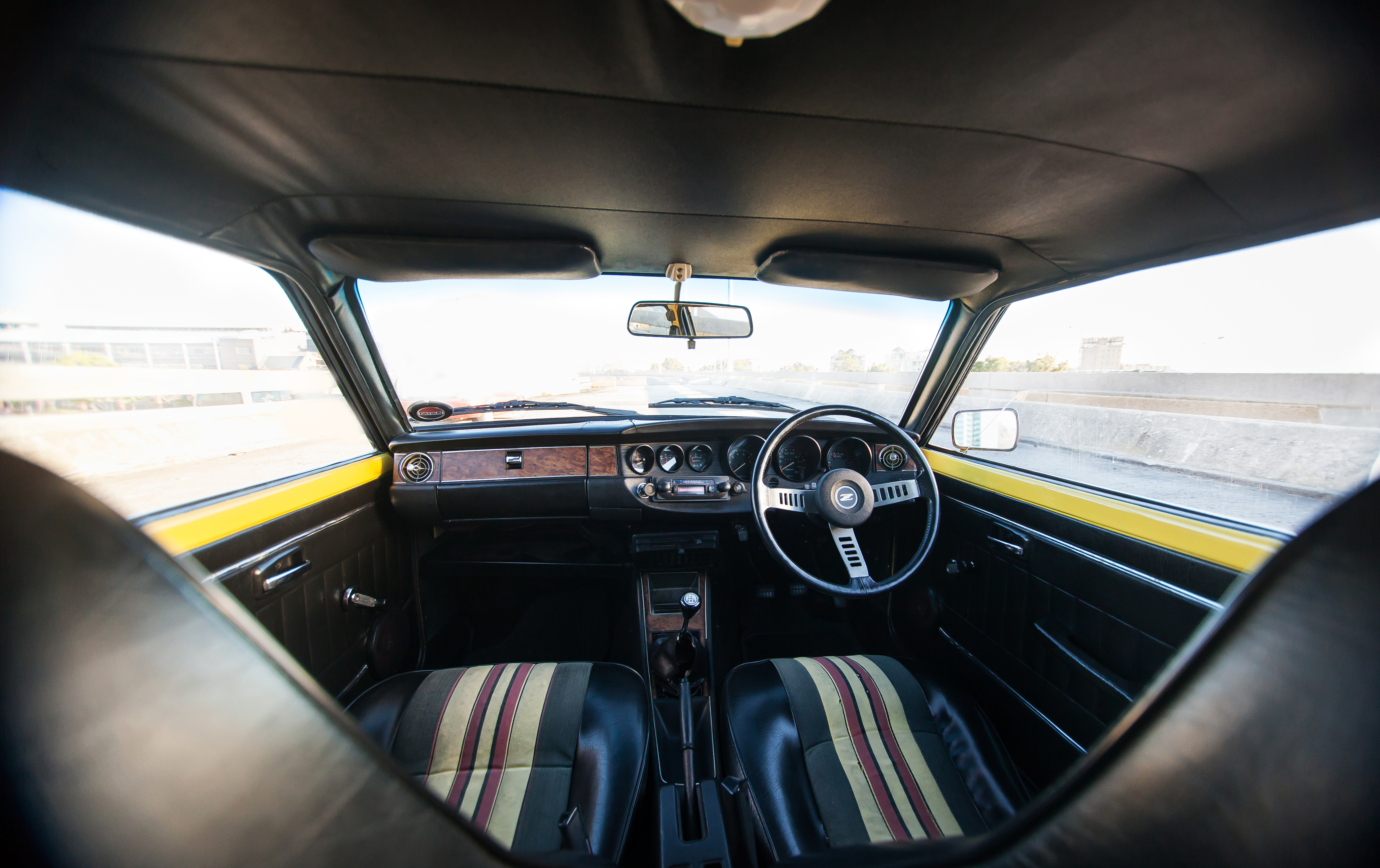
インテリア

#### スペックの出典
Auto Data Digest 95/96, Edition 21, Mead and McGrouther (Pty) Ltd pg 406